# Старый Шалкар
Старый Шалкар — замкнутое озеро в Шалкарском районе Актюбинской области, между горами Мугоджары и песками Большие Барсуки, на высоте 168 м над уровнем моря. Площадь 7,22 км², длина 6,5 км, ширина 3 км. Замерзает с середины ноября до марта. Берега преимущественно пологие. В середине лета высыхает, превращаясь в солончак.
Образовано в 1937 году, когда была построена дамба, разделившая ранее солёное озеро Шалкар на два, соединённых протоками: пресный Шалкар и солёное озеро Старый Шалкар.